# Onythes pallidicosta
Onythes pallidicosta är en fjärilsart som beskrevs av Walker 1855. Onythes pallidicosta ingår i släktet Onythes och familjen björnspinnare. Inga underarter finns listade i Catalogue of Life.